# Foliatum
Foliatum is een parfum uit de Oudheid, waarin nardus en mirre verwerkt zijn.

## Geschiedenis
Plinius de Oudere maakt melding van foliatum in zijn Naturalis Historia.
Verder maakt Claudius Galenus melding van twee parfums waarin nardus verwerkt zit, namelijk foliatum en spicatum. Bij foliatum worden de bladeren van de nardus gebruikt en bij spicatum de tros van deze plant. De ingrediënten van het parfum zijn behenolie (afkomstig van de Moringa oleifera), lisdodde, costus, nardus, amomum, mirre en balsem.